# 李萬實
李萬實（1510年—1579年），字少虛，一作若虛，號訒菴，江西建昌府南豐縣人，民籍，明朝政治人物。

## 生平
嘉靖十六年（1537年）丁酉科江西鄉試第十二名舉人。嘉靖二十三年（1544年）中式甲辰科會試第一百二十一名，登第三甲第一百一十一名進士。授行人，二十七年三月选授刑科给事中，以亲老，九月求改为南京户科，出为广东按察司佥事，移浙江副使，乞休归。家居二十馀年，所著有《崇质堂集》二十卷。

## 家族
曾祖李廷予，衛經歷；祖父李淡，縣丞；父李桂，母黃氏；繼母揭氏。重庆下。